# Bananogmius
Bananogmius è un genere estinto di pesce con pinne raggiate che viveva in quello che oggi è il Kansas durante il tardo Cretaceo. Viveva nella Western Interior Seaway, che divideva in due il Nord America durante il tardo Cretaceo.

## Descrizione
Come con molti pletodidi, Bananogmius aveva un corpo sottile che ricorda il moderno pesce angelo, dozzine di piccoli denti e una pinna dorsale estremamente alta.

## Nella cultura di massa
È presente nel videogioco Jurassic World: il gioco (2015) dove può essere ibridato con l'Allosaurus per creare Allogmius.